# Фінал ATP 2017
Фінал ATP 2017 (також відомий як 2017 Nitto ATP Finals за назвою спонсора) — чоловічий тенісний турнір, який пройде на О2 Арені в Лондоні (Велика Британія) з 12 по 19 листопада 2017 року. Цей турнір завершить сезон для найкращих гравців світового туру ATP 2017 в одиночному і парному розрядах.

## Турнір
Фінал Світового Туру ATP 2017 пройде з 12 по 19 листопада на О2 Арені в Лондоні (Велика Британія). Це 48-ме за ліком подібне змагання (43-тє в парному розряді). Турнір проводиться Асоціацією тенісистів-професіоналів (АТП) і є частиною Світового туру ATP 2017. Проходить на критих хардових кортах. Є підсумковим чемпіонатом календарного сезону (останніх 52-х тижнів) для гравців АТП туру.
На першому етапі вісім гравців (пар) цього турніру розділені на дві групи по чотири в кожній. У них гравці змагаються за круговою системою (тобто кожен гравець (пара) грає проти всіх інших у своїй групі).
По двоє гравців з найкращими результатами з кожної групи виходять далі в півфінал, де переможці груп зустрічаються з тими, хто посів друге місце в іншій групі. Переможці півфіналів виходять у фінал. Змагання в парному розряді мають той самий Формат.

### Формат
Перший раунд Фіналу Світового Туру ATP проходить за круговою системою. Вісім гравців (пар) розділені на дві групи по чотири в кожній. Учасники і їх розподіл за групами визначаються за рейтингом ATP в одиночному і парному розрядах станом на понеділок після останнього турніру Світового туру ATP в календарному сезоні (останні 52 тижні). Всі матчі в одиночному розряді складаються щонайбільше з 3-х сетів з тай-брейками, до перемог у двох сетах. Всі матчі в парному розряді складаються з двох сетів і супертайбрейку за рахунку 1-1 за сетами.

## Очки і призові гроші
| Етап                                      | Одиночний розряд | Парний1       | Очки     |
| ----------------------------------------- | ---------------- | ------------- | -------- |
| Чемпіон                                   | ВЕ + $1,560,000  | ВЕ + $245,000 | ВЕ + 900 |
| Фіналіст                                  | ВЕ + $510,000    | ВЕ + $83,000  | ВЕ + 400 |
| Виграш одного матчу на відбірковому етапі | $179,000         | $34,000       | 200      |
| Гонорар учасника ВЕ1                      | $102,000         | $34,000       | Н/Д      |
| Гонорар учасника ВЕ2                      | $32,000          | $31,000       | Н/Д      |
| Гонорар учасника ВЕ3                      | $45,000          | pending       | Н/Д      |
| Гонорар запасного                         | $102,000         |               |          |

- ВЕ-це очки або призові гроші, виграні на відбірковому етапі.
- 1 призовий фонд у парному розряді вказано сумарно для кожної команди.

## Кваліфікація

### Одиночний розряд
На турнірі змагатимуться 8 гравців, а також названо двоє можливих запасних. Гравці отримують місця в такому порядку:
1. По-перше, перші 7 гравців гонки ATP до Лондона станом на понеділок після фінального турніру світового туру ATP, тобто після Париж Мастерс 2017.
2. По-друге, два переможці турнірів Великого шолома 2017 року, якщо вони посілли одне з місць з 8-го по 20-те в гонці ATP.
3. По-третє, восьма ракетка світу в рейтингу ATP

У разі, якщо набирається більше 8 гравців, то ті що стоять одразу ж за попередніми критеріями вибору, мають право стати заміною. Якщо потрібні ще заміни, то їх вибирає АТП.
Попередні рейтинги щотижня виходять під назвою Emirates ATP Race to London, паралельно до поточного рейтингу АТП. Бали накопичуються у турнірах Великого шолома, Світовому турі ATP, Челленджер турі ATP і Ф'ючерсах ITF упродовж 52 тижнів до дати відбору, без урахування очок, набраних у Фіналі світового туру попереднього року. Гравцям нараховуються очки у 18 турнірах, які зазвичай складаються з:
- 4 турніри Великого шолома
- 8 обов'язкових турнірів АТП Мастерс
- Найкращі результати в будь-яких 6 інших турнірах, які приносять очки

Всі гравці зобов'язані додавати рейтингові бали за обов'язкові турніри Мастерс, у яких вони записані на участь і за всі турніри «Великого шолома», право на участь у яких вони будуть мати, навіть якщо не беруть участі (в цьому випадку вони отримують нуль балів). Крім того, гравці, що 2016 року увійшли до світової топ-30 є зобов'язаними гравцями, які повинні (якщо не були травмовані) включити очки за всі 8 обов'язкових мастерсів незалежно від того, чи брали вони участь, і які зобов'язані взяти участь у принаймні 4-х турнірах ATP 500 (хоча Монте-Карло Мастерс можуть зарахувати до них), з яких один повинен відбутись після Відкритого чемпіонату США. За деяких умов гравці можуть заміняти відмову від участі на результат у турнірі ATP 500. крім цих правил, однак, гравець може замінити пропущений мастерс або турнір Великого шолома на свій наступний найкращий результат на турнірі.
Можливе зменшення для гравців вимоги на участь у Світовому турі ATP Мастерс 1000 на один турнір при досягненні таких критеріїв:
1. 600 матчів на рівні Туру (станом на 1 січня 2017 року), включаючи ігри у челленджерах і ф'ючерсах до 2010 року;
2. 12 років участі в Турі;
3. вік перевищує 31 рік (станом на 1 січня 2017 року).

Якщо гравець відповідає всім цим трьом умовам, то обов'язковість участі у турнірах ATP Мастерс 1000 знімається повністю. Гравці повинні бути в хорошій формі, як це визначено в АТП, щоб скористатися зниженими зобов'язаннями.

### Парний розряд
У турнірі беруть участь вісім пар, з одною названою запасною. Вісім команд отримають місця у порядку старшинства, як і в одиночному розряді. Запасне місце спочатку пропонують будь-якій неприйнятій команді, яка за критеріями перебуває одразу ж за прийнятими, потім неприйнятій команді з найвищим рейтингом, і нарешті команді, яку відбирає АТП. Очки накопичуються в тих самих змаганнях, що й для турніру в одиночному розряді. Однак, для парного розряду немає жодних зобов'язань участі в певних турнірах, тож пари ранжуються відповідно до їхніх 18 найкращих результатів на всіх турнірах.

## Кваліфіковані гравці

### Одиночний розряд
| Місце   | Гравець                | Великий шолом | Великий шолом | Великий шолом | Великий шолом | Світовий тур ATP Мастерс 1000 | Світовий тур ATP Мастерс 1000 | Світовий тур ATP Мастерс 1000 | Світовий тур ATP Мастерс 1000 | Світовий тур ATP Мастерс 1000 | Світовий тур ATP Мастерс 1000 | Світовий тур ATP Мастерс 1000 | Світовий тур ATP Мастерс 1000 | Найкращі на інших | Найкращі на інших | Найкращі на інших | Найкращі на інших | Найкращі на інших | Найкращі на інших | Загалом очок | Турнірів |
| ------- | ---------------------- | ------------- | ------------- | ------------- | ------------- | ----------------------------- | ----------------------------- | ----------------------------- | ----------------------------- | ----------------------------- | ----------------------------- | ----------------------------- | ----------------------------- | ----------------- | ----------------- | ----------------- | ----------------- | ----------------- | ----------------- | ------------ | -------- |
| Місце   | Гравець                | AUS           | FRA           | WIM           | USO           | IW                            | MI                            | MA                            | IT                            | CA                            | CI                            | SH                            | PA                            | 1                 | 2                 | 3                 | 4                 | 5                 | 6                 | Загалом очок | Турнірів |
| 1       | Рафаель Надаль         | F 1200        | П 2000        | R16 180       | П 2000        | R16 90                        | F 600                         | П 1000                        | QF 180                        | R16 90                        | QF 180                        | F 600                         | QF 180                        | W 1000            | W 500             | W 500             | F 300             | ЧФ 45             |                   | 10,645       | 17       |
| 2       | Роджер Федерер         | П 2000        | A 0           | П 2000        | QF 360        | П 1000                        | П 1000                        | A 0                           | A 0                           | F 600                         | A 0                           | П 1000                        | A 0                           | W 500             | W 500             | R16 45            | R16 0             |                   |                   | 9,005        | 11       |
| 3       | Олександр Звєрєв       | R32 90        | R128 10       | R16 180       | R64 45        | R32 45                        | QF 180                        | QF 180                        | П 1000                        | П 1000                        | R32 10                        | R16 90                        | R32 10                        | W 500             | F 300             | W 250             | W 250             | ПФ 180            | R16 90            | 4,410        | 24       |
| 4       | Домінік Тім            | R16 180       | SF 720        | R16 180       | R16 180       | QF 180                        | R64 10                        | F 600                         | SF 360                        | R32 10                        | QF 180                        | R32 10                        | R16 90                        | W 500             | F 300             | R16 90            | ЧФ 90             | ЧФ 90             | ЧФ 45             | 3,815        | 26       |
| 5       | Марин Чилич            | R64 45        | QF 360        | F 1200        | R32 90        | R64 10                        | R64 10                        | R32 10                        | QF 180                        | ПФ 90                         | A 0                           | SF 360                        | QF 180                        | F 300             | W 250             | ЧФ 180            | ПФ 180            | ПФ 180            | ПФ 180            | 3,805        | 20       |
| 6       | Григор Димитров        | SF 720        | R32 90        | R16 180       | R64 45        | R32 45                        | R64 10                        | R16 90                        | R64 10                        | R16 90                        | П 1000                        | QF 180                        | R16 90                        | W 250             | W 250             | ПФ 180            | ПФ 180            | F 150             | ЧФ 90             | 3,650        | 22       |
| 7       | Стен Вавринка ‡        | SF 720        | F 1200        | R128 10       | A 0           | F 600                         | R16 90                        | R32 10                        | R16 90                        | A 0                           | A 0                           | A 0                           | A 0                           | W 250             | R16 90            | ПФ 90             | R32 0             | R32 0             |                   | 3,150        | 12       |
| 8       | Давід Ґоффен           | QF 360        | R32 90        | A 0           | R16 180       | R16 90                        | R16 90                        | QF 180                        | R16 90                        | R32 45                        | R64 10                        | R32 10                        | R16 90                        | W 500             | ПФ 360            | F 300             | W 250             | ПФ 180            | F 150             | 2,975        | 24       |
| 9       | Джек Сок               | R32 90        | R128 10       | R64 45        | R128 10       | SF 360                        | QF 180                        | R64 10                        | R16 90                        | R32 45                        | R64 10                        | R64 10                        | П 1000                        | W 250             | W 250             | ПФ 180            | ЧФ 90             | ПФ 90             | ЧФ 45             | 2,765        | 21       |
| Заміни  |                        |               |               |               |               |                               |                               |                               |                               |                               |                               |                               |                               |                   |                   |                   |                   |                   |                   |              |          |
| 10      | Пабло Карреньо Буста   | R32 90        | QF 360        | A 0           | SF 720        | SF 360                        | R64 10                        | R64 10                        | R32 45                        | R32 45                        | R16 90                        | R32 10                        | R32 10                        | F 300             | W 250             | R16 90            | ПФ 90             | ПФ 90             | R16 45            | 2,615        | 24       |
| 11      | Хуан Мартін дель Потро | A 0           | R32 90        | R64 45        | SF 720        | R32 45                        | R32 45                        | R16 20                        | QF 180                        | R32 45                        | R16 90                        | SF 360                        | QF 180                        | F 300             | W 250             | ПФ 90             | R16 45            | R16 45            | R16 45            | 2,595        | 19       |
| 12      | Новак Джокович         | R64 45        | QF 360        | QF 360        | A 0           | R16 90                        | A 0                           | SF 360                        | F 600                         | A 0                           | A 0                           | A 0                           | A 0                           | W 250             | W 250             | ЧФ 180            | ЧФ 90             |                   |                   | 2,585        | 10       |
| 13      | Сем Кверрі             | R32 90        | R128 10       | SF 720        | QF 360        | R64 10                        | R32 45                        | A 0                           | R16 90                        | R16 90                        | R32 45                        | R16 90                        | R32 10                        | W 500             | W 250             | ЧФ 90             | ЧФ 45             | ЧФ 45             | ЧФ 45             | 2,535        | 22       |
| Source: |                        |               |               |               |               |                               |                               |                               |                               |                               |                               |                               |                               |                   |                   |                   |                   |                   |                   |              |          |

- Рейтингові очки прописом означають, що гравець замінив пропущений мастерс або турнір Великого шолома на свій наступний найкращий результат на турнірі.
- ‡ - Гравець кваліфікувався, але знявся через травму.

 Гравець відмовився стати заміною.

### Парний розряд
| Rank     | Пара                          | Очки   | Очки   | Очки   | Очки    | Очки   | Очки   | Очки    | Очки    | Очки   | Очки   | Очки    | Очки   | Очки   | Очки   | Очки   | Очки  | Очки   | Очки  | Total Points | Турнірів |
| Rank     | Пара                          | 1      | 2      | 3      | 4       | 5      | 6      | 7       | 8       | 9      | 10     | 11      | 12     | 13     | 14     | 15     | 16    | 17     | 18    | Total Points | Турнірів |
| -------- | ----------------------------- | ------ | ------ | ------ | ------- | ------ | ------ | ------- | ------- | ------ | ------ | ------- | ------ | ------ | ------ | ------ | ----- | ------ | ----- | ------------ | -------- |
| 1        | Лукаш Кубот Марсело Мело      | W 2000 | W 1000 | W 1000 | W 1000  | F 600  | F 600  | W 500   | ПФ 360  | F 300  | W 250  | R16 180 | ЧФ 180 | ЧФ 180 | R32 90 | R32 90 | ЧФ 90 | ЧФ 90  | ЧФ 90 | 8,600        | 22       |
| 2        | Генрі Контінен Джон Пірс      | W 2000 | W 1000 | ПФ 720 | ПФ 720  | W 500  | W 500  | ПФ 360  | ЧФ 180  | ЧФ 180 | ЧФ 180 | ЧФ 180  | ЧФ 180 | ЧФ 180 | ПФ 180 | R16 90 | ЧФ 90 | ЧФ 90  | R64 0 | 7,330        | 20       |
| 3        | Жан-Жульєн Роєр Горія Текеу   | W 2000 | W 500  | ПФ 360 | ПФ 360  | W 250  | W 250  | R16 180 | R16 180 | ЧФ 180 | ЧФ 180 | ПФ 180  | ПФ 180 | R16 90 | R16 90 | ЧФ 90  | ЧФ 90 | ЧФ 90  | ЧФ 45 | 5,295        | 26       |
| 4        | Джеймі Маррей Бруно Соарес    | F 600  | W 500  | W 500  | ЧФ 360  | ЧФ 360 | ПФ 360 | ПФ 360  | ПФ 360  | F 300  | W 250  | ЧФ 180  | ЧФ 180 | ЧФ 180 | ПФ 180 | ПФ 180 | F 150 | R32 90 | ЧФ 90 | 5,180        | 23       |
| 5        | Боб Браян Майк Браян          | F 1200 | ПФ 720 | ПФ 360 | ПФ 360  | W 250  | W 250  | ЧФ 180  | ЧФ 180  | ЧФ 180 | ЧФ 180 | ПФ 180  | R32 90 | R32 90 | ЧФ 90  | ЧФ 90  | ПФ 90 | ПФ 90  | ЧФ 45 | 4,625        | 21       |
| 6        | П'єр-Юг Ербер Ніколя Маю      | W 1000 | W 1000 | W 1000 | ЧФ 360  | ПФ 360 | ЧФ 180 | ПФ 180  | R32 90  | R16 90 | R16 90 | ЧФ 45   | R64 0  | R64 0  | R16 0  | R16 0  |       |        |       | 4,395        | 15       |
| 7        | Іван Додіг Марсель Гранольєрс | F 600  | F 600  | W 500  | W 500   | ЧФ 360 | ЧФ 360 | R16 180 | R16 180 | ЧФ 180 | ЧФ 180 | ЧФ 180  | ЧФ 180 | ПФ 90  | R32 0  | R16 0  | R16 0 | R16 0  |       | 4,090        | 17       |
| 8        | Раян Гаррісон Майкл Венус     | W 2000 | ЧФ 360 | ПФ 360 | W 250   | R16 90 | ЧФ 90  | R64 0   | R32 0   | R16 0  | R16 0  | R16 0   | R16 0  | R16 0  | R16 0  | R16 0  |       |        |       | 3,150        | 15       |
| Заміни   |                               |        |        |        |         |        |        |         |         |        |        |         |        |        |        |        |       |        |       |              |          |
| 9        | Олівер Марах Мате Павич       | F 1200 | ПФ 360 | W 250  | R16 180 | ЧФ 180 | ПФ 180 | F 150   | F 150   | R32 90 | R16 90 | R16 90  | ПФ 90  | ЧФ 45  | ЧФ 45  | R32 0  | R16 0 | R16 0  | R16 0 | 3,100        | 18       |
| Джерело: |                               |        |        |        |         |        |        |         |         |        |        |         |        |        |        |        |       |        |       |              |          |